# Autovía de Punilla
La Autovía de Punilla es una nueva vía rápida de 21,8 kilómetros de longitud que mejora la conectividad a la Provincia de Córdoba, ubicada en el Valle de Punilla. Es una variante a la Ruta Nacional 38.
Une la Variante Costa Azul con el acceso a Molinari, pasando por Comuna San Roque, Bialet Massé, Santa María de Punilla y Cosquín. Esta autovía, que representa una inversión de 130 millones de dólares, busca facilitar el tránsito regional, mejorar la seguridad vial y potenciar la movilidad interna en las localidades involucradas.  
Recorre un terreno ondulado con un perfil transversal del tipo autovía compuesto por dos calzadas de dos carriles cada una, de pavimento flexible, con mediana conformada por una barrera física de hormigón del tipo New Jersey y banquinas internas pavimentadas.pam
Es la continuación de la Variante Costa Azul, alternativa a la Ruta 38 y al Camino de las Cien Curvas, que recorre la intersección con la Autopista Córdoba - Carlos Paz hasta la comuna San Roque, atravesando el lago San Roque mediante el Puente Gobernador José Manuel de la Sota.
La obra se extiende de sur a norte, hacia el Oeste del Río Cosquín y del Río San Francisco, de manera paralela y adyacente a las localidades de Bialet Massé, Santa María de Punilla, Cosquín y Molinari, tramo ya construido, y continuaría por las localidades de Casa Grande, Valle Hermoso, La Falda, Huerta Grande, Villa Giardino y La Cumbre.
Se desarrolla por el flanco oeste del Valle de Punilla, avanzando sobre las Sierras Grandes, sector de Pampa de Olaen, hasta retomar la actual traza metros antes del ingreso a la localidad de La Cumbre, en un recorrido de 43,5km. La traza incluye un nuevo puente en la embocadura del Río Cosquín sobre el Dique San Roque.
Actualmente el tramo se encuentra finalizado, fue abierta por primera vez el dia 25 de noviembre de 2024 

## Fundamentos del proyecto
La Ruta Nacional 38 es una ruta bidireccional que acompañó el crecimiento de las localidades del Valle de Punilla, y fue quedando cada vez más insuficiente, convertida en avenidas urbanas, con intersecciones semaforizádas y restricciones de velocidad. En épocas de turismo y en fines de semana, se han informado problemas críticos con emergencias médicas que deben llegar a Centros Especializados, y en muchas ocacsiónes las demoras del tránsito para llegar o salir del Valle son muy desproporcionadas con las distancias a recorrer. Esto afecta la accesibilidad de los habitantes del Valle y la movilidad del tránsito de larga distancia y regional.
La Ruta Nacional 38 es parte del Corredor Bioceánico, un proyecto impulsado por el BID (Banco Interamericano de Desarrollo) para mejorar la infraestructura de las rutas bioceánicas y fomentar el comercio internacional.

## Primer Proyecto y problemas ambientales
En 2018, el Gobierno de Córdoba presentó un proyecto anterior al que se está concretando, el cual la traza circulaba al este de la Ruta Nacional 38, pero fue suspendido debido a que organizaciones ambientalistas denunciaran que el 70% de la traza pasaba por bosque nativo categoría rojo, según la ley de bosques (ley 26.331) zonas oficialmente prioritarias en materia de conservación.
El proyecto incluía a la Variante Costa Azul junto al Puente Gobernador José Manuel de la Sota, parte de la Autovía de Punilla, pero debido a las repercusiones negativas socio-ambientales, el Gobernador Schiaretti decidió suspender esta parte del proyecto.
Sin embargo, el segundo y actual proyecto, que circula al Oeste de la Ruta Nacional 38, implicaría un desmonte cerca del 30% de zona roja según la ley de bosques, y el desplazamiento de pobladores de campesinos sin títulos de propiedad, el cual actuó la fuerza pública para desalojarlos